# British Home Championship 1898
British Home Championship 1898 – piętnasta edycja turnieju piłki nożnej między reprezentacjami z Wielkiej Brytanii. Tytułu broniła Szkocja, jednak porażka w meczu z Anglią zdecydowała o tym, że to ich południowi sąsiedzi przejęli Mistrzostwo Brytyjskie.

## Turniej
| 19 lutego 1898 | Walia | 0 : 1 | Irlandia · Peden | The Oval, Llandudno |
|                |       |       |                  |                     |

| 5 marca 1898 | Irlandia · Pyper · McAllen | 2 : 3 | Anglia · Smith · Athersmith · Morren | Solitude Ground, Belfast |
|              |                            |       |                                      |                          |

| 19 marca 1898 | Szkocja · Gillespie · James McKie | 5 : 2 | Walia · Thomas · Morgan-Owen | Fir Park, Motherwell |
|               |                                   |       |                              |                      |

| 26 marca 1898 | Irlandia | 0 : 3 | Szkocja · Stewart · McColl | Solitude Ground, Belfast |
|               |          |       |                            |                          |

| 28 marca 1898 | Walia | 0 : 3 | Anglia · Wheldon · Smith | Racecourse Ground, Wrexham |
|               |       |       |                          |                            |

| 2 kwietnia 1898 | Szkocja · Millar | 1 : 2 | Anglia · Bloomer · Wheldon | Celtic Park, Glasgow |
|                 |                  |       |                            |                      |

## Tabela
| Msc. | Zespół   | M | W | R | P | Pkt+ | Pkt- | Pkt |
| ---- | -------- | - | - | - | - | ---- | ---- | --- |
| 1    | Anglia   | 3 | 3 | 0 | 0 | 9    | 3    | 6   |
| 2    | Szkocja  | 3 | 2 | 0 | 1 | 9    | 5    | 4   |
| 3    | Irlandia | 3 | 1 | 0 | 2 | 3    | 6    | 2   |
| 4    | Walia    | 3 | 0 | 0 | 3 | 2    | 9    | 0   |

## Strzelcy
3 gole
- James Gillespie
- Fred Wheldon

2 gole
- Gilbert Smith
- James McKie
- Steve Bloomer
- William Stewart

1 gol
- John Peden
- John Pyper
- Joe McAllen
- Charlie Athersmith
- Tommy Morren
- Thomas Thomas
- Morgan Morgan-Owen
- Bob McColl
- Jimmy Millar